# Civrieux-d’Azergues
Civrieux-d’Azergues ist eine französische Gemeinde mit 1.633 Einwohnern (Stand: 1. Januar 2022) im Département Rhône in der Region Auvergne-Rhône-Alpes. Sie gehört administrativ zum Arrondissement Villefranche-sur-Saône und ist Teil des Kantons Anse (bis 2015: Kanton Limonest). Die Einwohner werden Sévériens genannt.

## Geographie
Civrieux-d’Azergues liegt an der Hügelkette der Mont d’Or, im Weinbaugebiet Coteaux du Lyonnais, etwa 13 Kilometer nordwestlich von Lyon. Der Azergues begrenzt die Gemeinde im Norden. Umgeben wird Civrieux-d’Azergues von den Nachbargemeinden Chazay-d’Azergues im Norden, Marcilly-d’Azergues im Osten, Dommartin im Süden sowie Lozanne im Westen.

## Bevölkerungsentwicklung
| Jahr                       | 1962 | 1968 | 1975 | 1982 | 1990 | 1999 | 2006 | 2013 |
| -------------------------- | ---- | ---- | ---- | ---- | ---- | ---- | ---- | ---- |
| Einwohner                  | 452  | 537  | 768  | 898  | 1099 | 1299 | 1396 | 1520 |
| Quellen: Cassini und INSEE |      |      |      |      |      |      |      |      |

## Sehenswürdigkeiten
- Kirche Saint-Cyr et Saint-Blaise
- Garten Nous Deux
- Brücke über den Azergues

## Gemeindepartnerschaft
Mit der italienischen Gemeinde Corciano in der Provinz Perugia (Umbrien) und der deutschen Gemeinde Pentling in der Oberpfalz (Bayern) bestehen Partnerschaften.

## Weblinks

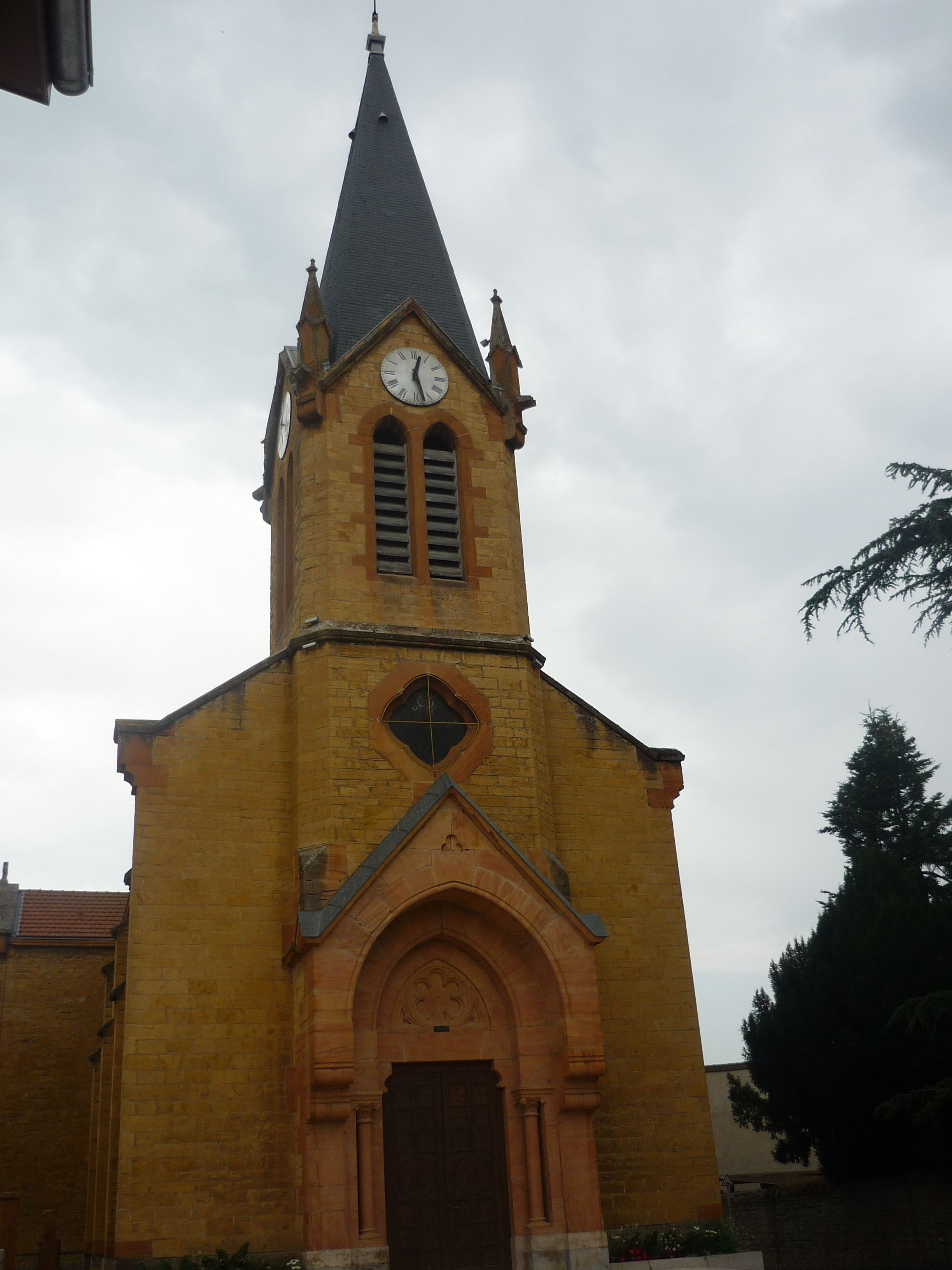
Kirche Saint-Cyr et Saint-Blaise